# 沖縄市エフエムコミュニティ放送
沖縄市エフエムコミュニティ放送（おきなわしエフエムコミュニティほうそう）は、沖縄県沖縄市にあったコミュニティ放送。
1997年3月1日に沖縄県内では初のコミュニティFM局として開局した、コールサインはJOZZ0AD-FMだった。しかし経営悪化でコミュニティFM事業を撤退を余儀なくされ、2004年4月1日、FMコザに事業を受け渡した。
毎正時の時報が鐘の音だった。